# Marathon van Enschede 2001
De marathon van Enschede 2001 (Twente Marathon 2001) werd gelopen op zondag 27 mei 2001. Het was de 33e editie van deze marathon.
De Marokkaan El Mustapha Riyadh was bij de mannen het snelst in 2:12.20. De Italiaanse Franca Fiacconi won bij de vrouwen in 2:31.40.

## Uitslagen

### Mannen
| rang   | naam               | land | tijd    |
| ------ | ------------------ | ---- | ------- |
| Goud   | El Mustapha Riyadh | MAR  | 2:12.20 |
| Zilver | Benjamin Matolo    | KEN  | 2:12.30 |
| Brons  | Raymond Kipkoech   | KEN  | 2:12.41 |
| 4      | Elijah Mutai       | KEN  | 2:13.53 |
| 5      | Mohamed Guennani   | FRA  | 2:14.02 |
| 6      | Benedict Ako       | TAN  | 2:15.00 |
| 7      | Omar Daher         | DJI  | 2:19.46 |
| 9      | Oleg Strizhakov    | RUS  | 2:22.14 |
| 10     | Joseph Cheromei    | KEN  | 2:31.34 |

### Vrouwen
| rang   | naam             | land | tijd    |
| ------ | ---------------- | ---- | ------- |
| Goud   | Franca Fiacconi  | ITA  | 2:31.40 |
| Zilver | Alla Zhilyayeva  | RUS  | 2:33.21 |
| Brons  | Alice Chelangat  | KEN  | 2:34.28 |
| 4      | Anfisa Kosacheva | RUS  | 2:35.32 |
| 5      | Krystyna Kuta    | POL  | 2:50.57 |

1947 ·
1949 ·
1951 ·
1953 ·
1955 ·
1957 ·
1959 ·
1961 ·
1963 ·
1965 ·
1967 ·
1969 ·
1971 ·
1973 ·
1975 ·
1977 ·
1979 ·
1981 ·
1983 ·
1985 ·
1987 ·
1989 ·
1991 ·
1992 ·
1993 ·
1994 ·
1995 ·
1996 ·
1997 ·
1998 ·
1999 ·
2000 ·
2001 ·
2002 ·
2003 ·
2004 ·
2005 ·
2006 ·
2007 ·
2008 ·
2009 ·
2010 ·
2011 ·
2012 ·
2013 ·
2014 ·
2015 ·
2016 ·
2017 ·
2018 ·
2019 ·
2020 · 2021 ·
2022 ·
2023 ·
2024 ·
2025